# Champion (schip, 1950)
De Champion was een kraanschip van Heerema. Het werd in 1950 bij Swan Hunter & Wigham Richardson in Wallsend gebouwd als de olietanker Velutina voor Anglo-Saxon Petroleum, onderdeel van Shell. Het was er een uit een serie van aanvankelijk vier met daarnaast de Velletia, Verena en Volsella, de grootste schepen tot dan toe gebouwd in het Verenigd Koninkrijk. Daarna volgde nog een reeks van schepen uit de V-klasse. In 1955 ging het beheer direct naar Shell, om in 1960 naar Shell Tankers over te gaan.
In 1971 werd het schip in Hendrik-Ido-Ambacht in tweeën gedeeld, waarna het achterschip gesloopt werd. Onderweg naar de sloopwerf was het schip op de Noord dwars op de stroom komen te liggen en had het de Brug over de Noord geraakt.
Het voorschip werd in 1972 bij de NDSM in Amsterdam omgebouwd tot kraanschip voor Panama Overseas Shipping van Heerema Ingenieursbureau. Hierbij werd een kraan van IHC Gusto geplaatst met een capaciteit van 800 shortton, die over de achterzijde 1200 shortton kon tillen. Dit was een vooruitgang ten opzichte van de oudere Challenger van Heerema die achter de kraan op het achterschip nog een accommodatie had staan, wat het onmogelijk maakte om een zware hijs uit te voeren over het achterschip. Dit beperkte de toepassingen van de Challenger, aangezien dwarsscheepse stabiliteit bij schepen kleiner is dan langsscheepse stabiliteit. De Champion werd ook uitgerust met een ankersysteem bestaande uit acht ankers.
In 1989 ging Heerema een joint-venture aan met McDermott, HeereMac. De Thor werd verkocht aan Hydro Marine Services van McDermott en McDermott Derrick Barge No. 32 gedoopt.  In 1991 werd het gesloopt.